# Seny-park (tramhalte)
Seny-park (Frans: Parc Seny) is een tramhalte van de Brusselse vervoersmaatschappij MIVB, gelegen in de gemeente Watermaal-Bosvoorde.

## Geschiedenis
De halte Valkerij werd in dienst genomen op 4 september 2006 ter gelegenheid van de verlenging van tramlijn 94 van Wiener tot Herrmann-Debroux. Sinds 29 september 2018 bedienen de trams de halte niet meer als halte van de voormalige tramlijn 94 maar als onderdeel van de verlengde tramlijn 8.

## Situering
Beide tramsporen en perrons zijn gelegen op de Vorstlaan ter hoogte van het kruispunt met de Aartshertogenlaan en de Woudmeesterlaan. De tramsporen werden er gebouwd aan beide richtingen van het het derde rijvak van het autogedeelte van de Vorstlaan. Dit zorgt ervoor dat de tram centraal gelegen is, aan beide zijden van de rijen bomen en het fietspad. Logischerwijze werden de perrons ook op de middenberm aangelegd, in beide richtingen na de verkeerslichten. Bij de bouw van de verlenging van Wiener tot Herrmann-Debroux werden tijdelijke wachthokjes geplaatst, die nagenoeg niet over elektriciteit en verlichting beschikken. Deze werden echter nooit vervangen door definitieve wachthokjes.
Louiza · 
Stefania · 
Defacqz · 
Baljuw · 
Vleurgat · 
Abdij · 
Legrand · 
Ter Kameren-Ster · 
Buyl · 
Johanna · 
ULB · 
Solbos · 
Marie-José · 
Brazilië · 
Boondaal Station · 
Renbaan van Bosvoorde · 
Lieveheersbeestjes · 
Bosvoorde Station · 
Delleur · 
Wiener · 
Valkerij · 
Tenreuken · 
Seny-park · 
Herrmann-Debroux · 
Oudergem-Shopping · 
Vorstrondpunt · 
Empain · 
Trammuseum · 
Bronnenpark · 
Voot · 
Woluwe Shopping · 
Roodebeek